# Битва под Монтвами
Битва под Монтвами (пол. Bitwa pod Mątwami) — битва, произошедшая 13 июля 1666 года у села Монтвы, под городом Иновроцлав, между войсками польского короля Яна Казимира Вазы и войсками бывшего коронного гетмана Ежи Себастьяна Любомирского. Сражение завершилось полным разгромом королевских войск.

## Предыстория
Польский король Ян Казимир в начале 1660-х годов неоднократно стремился ввести выбор преемника при жизни правящего монарха, так называемый vivente rege. Однако эта инициатива встретила яростное сопротивление в сейме. Чтобы добиться своего, король решил нанести удар по Ежи Любомирскому, который фактически возглавлял оппозицию. Во время сейма, проходившего с конца ноября 1664 года до начала января 1665 года гетман польный коронный был вызван на сеймовый суд для рассмотрения обвинений, которые против него выдвинул король Речи Посполитой и польское правительство. Однако он проигнорировал этот вызов. Суд под давлением короля признал его виновным, и Ежи Себастьян Любомирский был приговорен к смерти, потере чести, конфискации всех поместий и лишению должностей.
Ежи Себастьян Любомирский не признал себя виновным и бежал в Австрийскую Силезию. Получив от императора Священной Римской империи Леопольда I и бранденбургского маркграфа Фридриха Вильгельма деньги, он нанял 800 солдат. Из Силезии ему удалось сорвать сбор сейма в марте 1665 года, а в мае он отправился в Польшу. В Русском воеводстве его поддержала местная шляхта.
После того, как 10 июня 1665 года Ян Казимир Ваза своим универсалом объявил войну бывшему гетману, часть коронного войска поддержала Ежи Себастьяна Любомирского. Он собрал 6 тысяч регулярных войск, а король — 12 тысяч. 4 сентября войско короля было разгромлено в битве под стенами Ченстоховы. После этого 6 ноября 1665 года было заключено Пальчинское соглашение, по которому всем находившимся в армии Любомирского король обещал на ближайшем сейме амнистию и выплаты долга за службу. Ежи Любомирский распустил своё войско и вернулся в Силезию. Отсюда он поставил условие об отмене приговора сеймового суда и возвращении ему всего, чего его лишили. После того как король на весеннем сейме 1666 года король согласился вернуть ему все, кроме постов маршалка великого коронного и гетмана польного коронного, Ежи Себастьян Любомирский снова сорвал сейм. За это король объявил его и его сторонников мятежниками.

## Ход битвы
Ежи Себастьян Любомирский, вновь заручившись поддержкой императора и маркграфа в июне 1666 года с наемным войском вступил в Великую Польшу. Его войско стало увеличиваться с прибытием военнослужащих из разных регионов Польши.
Польский король Ян Казимир Ваза собрал 22 тысячное войско и двинулся против рокошан. Переговоры с восставшими ничего не дали, и Ежи Любомирский стал искать место для битвы. Король с частью войска подошел к реке Нотец, на другой стороне сосредоточились его противники.
Утром 13 июля король приказал перейти реку. Переправа была узкая, в ряд пройти могли только три всадника, вокруг была трясина, в которой погибло много людей. После того как противоположный берег перебралось более четырёх тысяч королевского войска, их атаковала часть войск повстанцев. После того, как количество на берег переправилось более 7 тысяч королевских воинов, ударили основные силы. Они прорвали первые королевские войска, тот бросил в бой новые силы. Но они наступали в беспорядке, тонули в болоте. Началось отступление, восставшие жестоко расправились с противником. Пленных не убивали, потому что пленники не сдавались. Польша потеряла многие герои прошлых войн, что ослабило военный потенциал королевства.
По оценкам историков на поле битвы погибли 3873 воина королевской армии, ещё около 5 тысяч погибли в болотах. Конфедераты потеряли всего 150 человек.

## Последствия битвы
Польская шляхта понимала, что противостояние ослабляет Речь Посполитую. 31 июля 1666 года король заключил с восставшими соглашение, по которому король амнистировал восставших и обязывался им выдать жалованье. Ежи Себастьян Любомирский извинялся перед королем и получал гарантию возвращения чести и поместий. После этого он перебрался в Силезию, где и скончался 31 января 1667 года.